# فیات ای.۱۲
فیات ای. ۱۲ (به انگلیسی: Fiat A.12) یک موتور هواگرد ساختِ کارخانهٔ فیات اتومبیلز در کشور ایتالیا است.